# دافيد أزولاي
دافيد أزولاي (بالعبرية: דוד אזולאי؛، ولد 5 مايو 1954) هو سياسي إسرائيلي شغل منصب عضو في الكنيست عن حزب شاس وزير الخدمات الدينية.
ولد في مكناس بالمغرب وهاجر مع عائلته إلى إسرائيل في العام 1963.
أدى الخدمة العسكرية الإلزامية وأنهى دورة المضمدين القتاليين، تخرج من مثيبة ثانوية وخريج كلية لإعداد المعلمين
بين سنوات 1978-1993 شغل كعضو في مجلس بلدية عكا لثلاث فترات عمل وعمل كنائب رئيس طاقم توجيه تأهيل الحارات في عكا زنائب رئيس اتحاد إطفائيي المدن في الجليل الغربي وعضو في إدارة شبكة المراكز الجماهيرية المحلية والمسؤول عن خدمات الرفاه في بلدية عكا.
وبين 1993-1997 عمل كمعلم ونائب مدير ومدير مدرسة ورئيس المجلس الإقليمي "نحال عيرون"، وأنهى العمل في المجلس الإقليمي بعد انتخابه عضوا في الكنيست الرابعة عشرة. دخل أزولاي إلى الكنيست لأول مرّة في العام 1996، وجرى انتخابه في جميع الدورات اللاحقة، تولى منصب نائب وزير الداخلية في حكومة أريئيل شارون الأولى، 2001- 2002.